# Vườn quốc gia Taka Bonerate
Vườn quốc gia Taka Bonerate là một vườn quốc gia biển bao gồm quần đảo Taka Bonerate nằm trên biển Flores phía nam đảo Sulawesi, Indonesia. Khu vực này bao gồm các đảo san hô và khu vực biển xung quanh đã được tuyên bố là vườn quốc gia vào năm 1992. Vào năm 2015, vườn quốc gia này đã được công nhận là Khu dự trữ sinh quyển thế giới của UNESCO.

## Địa lý
Vườn quốc gia này thuộc địa phận của huyện đảo Selayar, tỉnh Nam Sulawesi. Nó nằm trong khu vực biển Flores, ngoài khơi bờ biển về phía đông nam từ "cánh tay" phía nam của đảo Sulawesi và ở phía đông đảo Selayar. Nó nằm ở phía tây của đảo Wakatobi và xa về phía bắc của đảo Komodo trên biển Flores. Thành phố lớn gần nhất là Makassar, du khách có thể di chuyển bằng thuyền kéo dài 16 giờ đồng hồ đến vườn quốc gia từ thành phố này.
Với diện tích 530.765 hectaa trong đó đảo san hô rộng 220.000 hecta, tên của nó có nghĩa là "đảo san hô trên cát" là đảo san hô lớn nhất ở Indonesia nói riêng và Đông Nam Á nói chung. and Southeast Asia, Đồng thời nó cũng là đảo san hô lớn thứ ba thế giới chỉ sau Kwajalein và Suvadive.
Đảo san hô bao gồm các rạn san hô riêng biệt bao quanh một đầm phá chứa đầy dải đá ngầm lớn. Nó bao gồm 21 đảo nhỏ, trong đó có 8 hòn đảo có người ở. Có 15 hòn đảo trong số đó là những địa điểm lặn bằng ống thở lý tưởng. Đảo chính là Tinabo có kích thước 1,5x0,5 kilômét là nơi có bãi cát trắng mịn như bột.

## Hệ sinh thái
Đảo san hô có tầm quan trọng lớn về mặt sinh thái, với hệ sinh vật biển và phong phú các loài chim, được coi là nơi có sự đa dạng về các loài sinh vật biển cao nhất thế giới. Theo bộ Lâm nghiệp Indonesia, đảo san hô có 261 loài san hô, 295 loài cá san hô, 244 loài nhuyễn thể và các loài khác như đồi mồi, vích, đồi mồi dứa.